# Pterolophia carinata
Pterolophia carinata là một loài bọ cánh cứng trong họ Cerambycidae.